# Howard Browne
Howard Browne (* 15. April 1908 in Omaha, Nebraska; † 28. Oktober 1999 in Santiago Canyon, Silverado, Kalifornien, USA) war ein US-amerikanischer Schriftsteller und Drehbuchautor. Er schrieb zwei Fantasy-Romane, acht Kriminalromane und einige Kurzgeschichten. Außerdem schrieb er Drehbücher für die Folgen zahlreicher Fernsehserien und -filme.

## Leben
Howard Browne wuchs als Einzelkind bei seiner Mutter auf. Sein Vater war bereits vor der Geburt Howards gestorben.
Seine Mutter war Lehrerin. Howard verbrachte seine Kindheit in Arapahoe und Lincoln. Weil er sich ein Baseballspiel anschauen wollte, trampte er 17-jährig nach Chicago. Er spazierte dort über die Michigan Avenue und Chicago gefiel ihm so gut, dass er dort blieb. Später schrieb er darüber: "Ich verliebte mich sofort in Chicago, wie in eine Frau." und "In dieser Zeit hatte man in Chicago das Gefühl, dass man an jeder Straßenecke entweder reich oder erschossen werden könnte."
Howard Browne mietete sich in Chicago ein Zimmer und verdiente seinen Lebensunterhalt mit verschiedenen Jobs.
Aus nächster Nähe lernte er das Chicagoer Bandenunwesen kennen. Er erlebte das St.-Valentins-Massaker, Al Capone und die Gangsterherrschaft. Howard Browne heiratete 1929 Esther Levy. Mit ihr hatte er einen Sohn und eine Tochter.

## Schriftstellerische Tätigkeit
Nachdem Howard Browne in verschiedensten Jobs gearbeitet hatte (Tellerwaschen, Eier sortieren, Vertreter für Holzverkleidungen und anderes), schrieb er 1936 an einem Wochenende drei Kurzgeschichten und verkaufte sie für 15 Dollar an die Chicago Daily News.
Als Nächstes versuchte er sich an einem Roman.
Da er als Kind die Romane von Edgar Rice Burroughs, besonders die Tarzangeschichten, geliebt hatte, beschloss er etwas Ähnliches zu schreiben.
Er nahm eine Urwaldgeschichte von Burroughs und legte sich eine Liste mit dort vorkommenden Adjektiven und Verben an.
Diese benutzte er für seine Geschichte Warrior of the Dawn, die 1943 in einem Pulp-Magazin und dann als Buch erschien.
Howard Browne schickte ein Exemplar an Edgar Rice Burroughs, welcher ihm antwortete: "... eines der besten Bücher, das ich je geschrieben habe."
Gleichzeitig mit der Arbeit an Warrior of the Dawn begann Browne harte Detektivgeschichten zu schreiben.
Zwei von diesen schickte er an Mammoth Detective, ein Magazin der Ziff-Davis-Verlagsgruppe.
In diesem Zusammenhang traf er den Verleger Bernhard Davis, der Browne zum Herausgeber von Ziff-Davis-Magazinen machte.
Browne lektorierte von 1941 bis 1956 mit Unterbrechungen die Magazine Amazing Stories, Fantastic Adventure, Mammoth Detective, Mammoth Mystery, Mammoth Western und South Sea Stories.
Nebenbei schrieb er weiter Detektivgeschichten.
Entscheidend wurde für ihn die Begegnung mit Raymond Chandlers Roman Farewell my Lovely.
Browne beschloss so zu schreiben wie Raymond Chandler.
Er kreierte parallel zu Chandlers Marlowe einen eigenen Privatdetektive Paul Pine und schrieb seinen ersten Detektivroman Halo in Blood (deutsch: Grüße in Blut) unter dem Pseudonym "John Evans".
Neben Chandler hatte James Mallahan Cain großen Einfluss auf Browne.
In den folgenden Jahren bis 1957 veröffentlichte Browne mit Erfolg weitere 9 Kriminalromane.
1956 rief Roy Huggins seinen Freund Howard Browne nach Hollywood. In den folgenden Jahren schrieb Howard Browne Drehbücher für Fernsehserien wie 77 Sunset Strip, Perry Mason, Maverick, Mannix, Die Leute von der Shiloh Ranch, Asphalt Dschungel, Columbo, Detektiv Rockford – Anruf genügt, Simon & Simon und Kobra, übernehmen Sie.
Howard Browne gab Schreibkurse an der Universität von San Diego. Außerdem lektorierte er Manuskripte von Freunden.

## Bücher von Howard Browne

### Fantasy
- Warrior of the Dawn. 1943. (Rarebooksclub.com (23. August 2012), ISBN 978-1-153-65101-1)
- The Return of Tharn. 1956. (Books Llc, Reference Series (1. September 2012), ISBN 978-1-153-65808-9)

### Paul Pine Krimis
- Halo in Blood. 1946. (No Exit Press, 1988, ISBN 0-948353-11-2) (deutsch: Grüße in Blut)
- Halo for Satan. 1948. (No Exit Press, 1988, ISBN 0-948353-19-8) (deutsch: Grüße für den Satan)
- Halo in Brass. 1949. (Quill, 1999, ISBN 0-688-02873-X) (deutsch: Grüße für Laura)
- The Taste of Ashes. 1957. (Dennis McMillan Publications, 1988, ISBN 0-939767-13-9) (deutsch: Der Geschmack von Asche)
- The Paper Gun.

### Krimis ohne Paul Pine
- Halo round my Dead.
- If you have Tears. Mystery House, New York 1947.
- Thin Air. 1954. (Carroll & Graf Pub, 1984, ISBN 0-88184-058-0) (deutsch: In Luft aufgelöst)
- Pork City. 1988. (St Martins Pr, 1988, ISBN 0-312-01493-7)
  - deutsch: Blutige Stadt. Bastei Lübbe, 1994, ISBN 3-404-19148-X.